# 稲垣裕之
稲垣 裕之（いながき ひろゆき、1977年7月28日 - ）は、競輪選手。京都府舞鶴市出身。日本競輪学校（当時。以下、競輪学校）第86期生。日本競輪選手会京都支部所属、ホームバンクは京都向日町競輪場。師匠は八倉伊佐夫。

## 戦績
京都府立西舞鶴高等学校在学中から競輪選手を目指し、高校3年生のときに競輪学校を受験するも不合格となる。卒業後は海上自衛官となったが、館山航空基地のヘリコプター整備員としての勤務の傍ら、競輪選手になるためのトレーニングを積んだ結果、3回目の受験となった2000年に合格を果たし第86期生として競輪学校に入学。同期に井上昌己（長崎）、村上博幸（京都）らがいる中、在校競走成績14位で卒業した。
2001年8月4日、富山競輪場でデビュー。初勝利も同日。GI初出場は2003年の寬仁親王牌（前橋競輪場）。また同年のヤンググランプリ（京王閣競輪場）にも出場した（9着）。さらにこの後、稲垣は競輪だけでなく、オリンピック出場の夢も抱くようになる。
翌2004年のオールスター競輪において、初のGI決勝進出を決め、マークについた市田佳寿浩を従えて最終2センター付近まで主導権を握った（8着）。また同年のヤンググランプリ（立川競輪場）にも出場（4着）したが、翌2005年にトラックレースのナショナルチーム入りを果たす。2005年から2006年シーズンのトラックワールドカップの第1戦、第4戦の1kmタイムトライアルに出場し、それぞれ7位、5位に入る健闘を見せた。また同年の世界自転車選手権の1kmタイムトライアルにも出場した（18位）。また同年12月、ドーハで開催されたアジア競技大会のケイリンでは銅メダルを獲得し、この時点では北京オリンピックへの出場を視野に入れていた。
しかし2007年10月に、宮城県の大和町で開催された全日本自転車競技選手権大会のケイリンで3位に終わったことからナショナルチーム入りを果たすことができず、この時点で北京オリンピックへの道も絶たれた形となった。
一方、競輪でもこの間、2005年の高知記念優勝や、2006年のサマーナイトフェスティバルを含む、GIIでは3回の決勝進出を果たしていたが、北京オリンピック出場への道が事実上絶たれた全日本選手権終了から約2週間後に開催されたふるさとダービー（松阪競輪場）において、初日こそ6着だったものの二次予選、準決勝と1着で勝ちあがり、決勝でも最終バックから捲って、逃げる小林大介の番手回りという絶好の展開となった長塚智広らを退け、初のGII制覇を果たした。
2015年は高松宮記念杯競輪の決勝で2着となり、オールスター競輪での3着を含むGI決勝進出3回と共同通信社杯競輪決勝の3着を合わせた年間獲得賞金上位(6位)により、KEIRINグランプリへの出場権を初めて獲得した。JKA「平成27年 表彰選手」の特別敢闘選手賞を受賞した（初受賞）。
2016年は8月のオールスター競輪の決勝で、逃げた村上義弘の番手から捲ったものの岩津裕介に差され2着（1/4車輪差）となった。続く10月の寬仁親王牌の決勝では、逃げる脇本雄太の番手より最終バックから番手捲りを放ち平原康多の猛追をしのぎ、12度目の挑戦で初の特別競輪優勝を手にした。
2021年3月17日、大宮FI最終日第9レースで1着となり、通算500勝を達成。KPK実施以降通算37人目で、デビューから19年7か月13日（デビュー日を含まない）での達成であった。規程により、当初は4月25日に向日町競輪場にて表彰式が執り行われる予定であったが新型コロナウイルス感染症蔓延による緊急事態宣言発出により当日は無観客開催に変更されたため延期となり、改めて6月24日に表彰式が執り行われた。

## 主な獲得タイトルと記録
- 2016年 - 寬仁親王牌・世界選手権記念トーナメント（前橋競輪場）
- 2021年 - 通算500勝達成（3月17日、大宮競輪場）※表彰対象

## エピソード
- 2004年公開の映画『少年と星と自転車』（福原進監督）に出演した[9]。